# Hugo Alfvén
Hugo Emil Alfvén (født 1. maj 1872 i Stockholm, død 8. maj 1960 i Falun) var en svensk komponist, dirigent, violinist og maler.
Han blev æresdoktor ved universitetet i Uppsala i 1917.
Var leder af Uppsalas studenterkor "Orphei drängar" fra 1910 til 1947.
Som sine hovedværker regnede han sit oratorium Herrans bön samt sine 5 symfonier. Han skrev også betydelige scene- og orkesterværker.
Alfvén var fra 1912-1936 gift med den danske maler Marie Krøyer (1867-1940), som tidligere havde været gift med maleren P.S. Krøyer (1851-1909) og parret blev forældre til skuespilleren Margita Alfvén (1905-1962). Hugo Alfvén er begravet på kirkegården i Leksand, tæt på Marie Krøyers gravsted.

## Biografi
Alfvén voksede op i Stockholm og studerede i 1887–91 ved Musikkonservatoriet i Stockholm. I 1896 og 1899 modtog han stipendier fra den svenske stat og i 1900 Jenny Lind stipendiet. Han fik violinundervisning hos Johan Lindberg og undervisning i harmonilære hos Aron Bergenson. Desuden tog han i samme periode timer i landskabsmaleri hos billedkunstnerne Otto Hesselbom og Oskar Törnå.
I årene 1890–1901 var Alfvén violinist i Kungliga Hovkapellet. Samtidig med arbejdet i Hovkapellet videreuddannede han mellem 1887–1890 med bl.a. privattimer i violin hos Lars Zetterquist og i komposition hos Johan Lindegren. Han tog i 1897-98 på studierejse til Berlin, Bruxelles og Paris. I 1900–1901 tog han på rejser til Berlin, Klampenborg og Rom. I Bruxelles studerede han violin hos César Thomson, og i Dresden i 1901–02 hos dirigenten Hermann Ludwig Kutzschbach. I 1903 var han i Spanien, Italien, Skagen, München og Wien. Samme år blev han ansat som lærer i kontrapunkt, komposition og instrumentering ved Musikkonservatoriet i Stockholm, men startede aldrig i stillingen. Alfvén modtog i årene 1906-1910 et statsstipendie for tonesættere, og blev æresdoktor i Uppsala i 1917.
Som orkesterdirigent fremførte Alfvén hovedsagligt egne kompositioner i bl.a. Helsingfors, København, Oslo, Wien, Boston, Philadelphia og London.
Alfvén havde gennem næsten hele sit voksne liv økonomiske problemer, og var derfor afhængig af de mange bestillingsopgaver han fik på lejlighedsmusik. Han var tit plaget af symptomer på stress og overanstrengelse i forbindelse med sit arbejde, men bebrejder sig selv i sine erindringer, at han ikke i stedet brugte tiden på at skrive flere symfonier.
Den 27 april 1960 blev Alfvén ramt af en hjerneblødning. Den 8 maj kl. 17.15 afgik han ved døden på Falu lasarett i Dalarna i en alder af 88 år.
Som tegner er Alfvén bl.a. repræsenteret i samlingen på Nationalmuseum i Stockholm.

## Trivia
Hovedtemaet fra Alfvéns "Svensk Rapsodi" blev under titlen "Swedish Rhapsody" et kæmpe hit for Percy Faith i 1953 og blev indspillet som guitarsolo i 1957 af den amerikanske guitarist Chet Atkins. Det blev en af Atkins' bedst kendte indspilninger. Temaet er ydermere med på Deep Purples klassiske album Live in Album, her spillet af Ritchie Blackmore i sangen "Lazy".
Hugo Alfvén var sandsynligvis den direkte inspirationskilde til personen 'Karsten From' i Henrik Pontoppidans roman De Dødes Rige.

## Udvalgte værker
- Symfoni nr. 1 (i F-mol) (1897) - for orkester
- Symfoni nr. 2 (i D-dur) (1897–1898) - for orkester
- Symfoni nr. 3 (i E-dur) (1905) - for orkester
- Symfoni nr. 4  "Fra havets band" (I C-mol) (1918–1919) - for orkester
- Symfoni nr. 5 (i A-mol) (kun første sats 1942, Rev. 1953) - for orkester
- Midsommer Vagt (Svensk Rapsodi Nr. 1) (1903) - for orkester